# Koszary Ułanów w Toruniu
Koszary Ułanów w Toruniu – dawny kompleks wojskowy wybudowany w okresie pruskim, znajdujący się między ulicami Mickiewicza, Reja i Broniewskiego na Bydgoskim Przedmieściu w Toruniu.
Zajmujący niegdyś powierzchnię blisko 10 ha kompleks wojskowy powstał w 1884 roku. Przeznaczony był dla 4 pułku ułanów von Schmidta. W skład koszar wchodziło ok. 12 budynków, w tym m.in. obiekt administracyjny, kuchnia, stajnia, stajnie dla koni oficerów, stajnia dla chorych koni, kuźnia, wozownia, latryna oraz kasyno (przy ul. Mickiewicza 121, zbudowane w latach 20-30. XX wieku). W okresie międzywojennym nosiły one imię gen. Józefa Poniatowskiego. Kwaterował w nich 8 pułk artylerii ciężkiej, szwadron zapasowy 18 pułku ułanów i 8 dywizjon artylerii przeciwlotniczej.
Do czasów współczesnych zachowała się część budynków koszarowych o konstrukcji szkieletowej. Budynki przy ul. Mickiewicza 146-150 i Szosa Bydgoska 26 są zdewastowane. W miejscu stajni zbudowano Osiedle Zieleniec.